# Glycosmis esquirolii
Glycosmis esquirolii là một loài thực vật có hoa trong họ Cửu lý hương. Loài này được (H.Lév.) Tanaka mô tả khoa học đầu tiên năm 1928.